# 榮村
榮村（日语：／ Sakae mura */?）是位于長野縣北部（北信地方）的一村。屬下水内郡。